# Луга (приток Западного Буга)
Луга (укр. Луга) — река в Волынской области Украины, правый приток Западного Буга.

## Описание
Длина 81 км, площадь бассейна 1348 км². Характер реки — равнинный, протекает в болотистой пойме шириной около 2 км. Русло извилистое, шириной 10—25 м, глубиной 1—1,5 м. Уклон реки 0,7 м/км. Питание — грунтовые воды, атмосферные осадки. Зимой ледовый покров нестойкий. Максимальный уровень воды — во время весеннего половодья — в марте-апреле, минимальный — в июле-августе.
Минерализация воды р. Луга (г. Владимир) в среднем составляет: весеннее половодье — 467 мг/дм³; летне-осенняя межень — 484 мг/дм³; зимняя межень — 506 мг/дм³. Высота устья — 175 м над уровнем моря.
Сооружено свыше 20 прудов.

## Расположение
Исток находится в селе Колпытов.
У села Честный Крест принимает правый приток — Лугу-Свинарейку, ниже принимает ещё два правых притока — Свинарейку и Рыловицу.
Луга впадает в Западный Буг возле города Устилуг.
Протекает по густонаселённой местности, на расстоянии не более километра от реки находится множество сёл, а также посёлок Локачи, города Владимир и Устилуг.
Река богата такими видами рыб, как щука, окунь, сом, минь, карась, пескарь, верховодка, плотва.
Экосистема Луги подверглась сильному антропогенному влиянию — на некоторых участках её русло была выпрямлено, вокруг были построены защитные дамбы. Мелиорация привела к изменениям гидробиологического режима реки. Неединичны и случаи загрязнения Луги бытовыми отходами.

## Притоки
(км от устья)
- 22 км: Рыловица (пр)
- 33 км: Свинарейка (пр)
- 42 км: Луга-Свинарейка (пр)
- 58 км: Стрыпа (лв)